# Spanische Fußballnationalmannschaft/Weltmeisterschaften
Der Artikel beinhaltet eine ausführliche Darstellung der spanischen Fußballnationalmannschaft bei Weltmeisterschaften.

## Überblick
Spanien nahm bislang sechzehnmal an einer WM-Endrunde teil, davon einmal als Gastgeber. Seit 1978 nahm die spanische Mannschaft immer teil, konnte aber bis 2010 maximal das Viertelfinale erreichen. Bei der Fußballweltmeisterschaft in Südafrika 2010 wurde die spanische Mannschaft dann erstmals Weltmeister. Danach konnte nicht mehr an den Erfolg angeknüpft werden.
| Jahr | Gastgeberland      | Teilnahme bis…     | Letzte Gegner                       | Ergebnis    | Trainer                  | Bemerkungen und Besonderheiten |
| ---- | ------------------ | ------------------ | ----------------------------------- | ----------- | ------------------------ | --- |
| 1930 | Uruguay            | nicht teilgenommen | ---                                 | ---         | ---                      | |
| 1934 | Italien            | Viertelfinale      | Italien                             | 5.          | Amadeo García Salazar    | Nach Wiederholungsspiel gegen den späteren Weltmeister ausgeschieden |
| 1938 | Frankreich         | nicht zugelassen   | –                                   | –           | –                        | – |
| 1950 | Brasilien          | Finalrunde         | Brasilien, Uruguay, Schweden        | 4.          | Guillermo Eizaguirre     | |
| 1954 | Schweiz            | nicht qualifiziert | –                                   | –           | –                        | In der Qualifikation durch Losentscheid an der Türkei gescheitert |
| 1958 | Schweden           | nicht qualifiziert | –                                   | –           | –                        | In der Qualifikation an Schottland gescheitert |
| 1962 | Chile              | Vorrunde           | Tschechoslowakei, Mexiko, Brasilien | 13.         | Pablo Hernández Coronado | |
| 1966 | England            | Vorrunde           | Argentinien, Schweiz, Deutschland   | 10.         | José Villalonga          | |
| 1970 | Mexiko             | nicht qualifiziert | –                                   | –           | –                        | In der Qualifikation an Belgien gescheitert |
| 1974 | BR Deutschland     | nicht qualifiziert | –                                   | –           | –                        | In der Qualifikation nach Entscheidungsspiel an Jugoslawien gescheitert |
| 1978 | Argentinien        | 1. Finalrunde      | Österreich Brasilien, Schweden      | 10.         | László Kubala            | |
| 1982 | Spanien            | 2. Finalrunde      | Deutschland, England                | 12.         | José Santamaría          | |
| 1986 | Mexiko             | Viertelfinale      | Belgien                             | 7.          | Miguel Muñoz             | Durch Elfmeterschießen ausgeschieden |
| 1990 | Italien            | Achtelfinale       | Jugoslawien                         | 10.         | Luis Suárez              | |
| 1994 | Vereinigte Staaten | Viertelfinale      | Italien                             | 8.          | Javier Clemente          | |
| 1998 | Frankreich         | Vorrunde           | Nigeria, Paraguay, Bulgarien        | 17.         | Javier Clemente          | |
| 2002 | Südkorea und Japan | Viertelfinale      | Südkorea                            | 5.          | José Antonio Camacho     | Durch Elfmeterschießen ausgeschieden |
| 2006 | Deutschland        | Achtelfinale       | Frankreich                          | 9.          | Luis Aragonés            | |
| 2010 | Südafrika          | Finale             | Niederlande                         | Weltmeister | Vicente del Bosque       | Sieg in der Verlängerung |
| 2014 | Brasilien          | Vorrunde           | Niederlande, Chile, Australien      | 23.         | Vicente del Bosque       | Höchste Niederlage eines Titelverteidigers. |
| 2018 | Russland           | Achtelfinale       | Russland                            | 10.         | Fernando Hierro          | Niederlage im Elfmeterschießen (zum dritten Mal) |
| 2022 | Katar              | Achtelfinale       | Marokko                             | 13.         | Luis Enrique             | In der Qualifikation trafen die Spanier auf Schweden, Griechenland, Georgien und das Kosovo. Bei der Endrunde traf Spanien in der Gruppe auf Deutschland, Japan und Costa Rica. Niederlage im Achtelfinale im Elfmeterschießen (zum vierten Mal). |

Statistik (Angaben inkl. 2022: 22 Weltmeisterschaften; Prozentangaben sind gerundet)

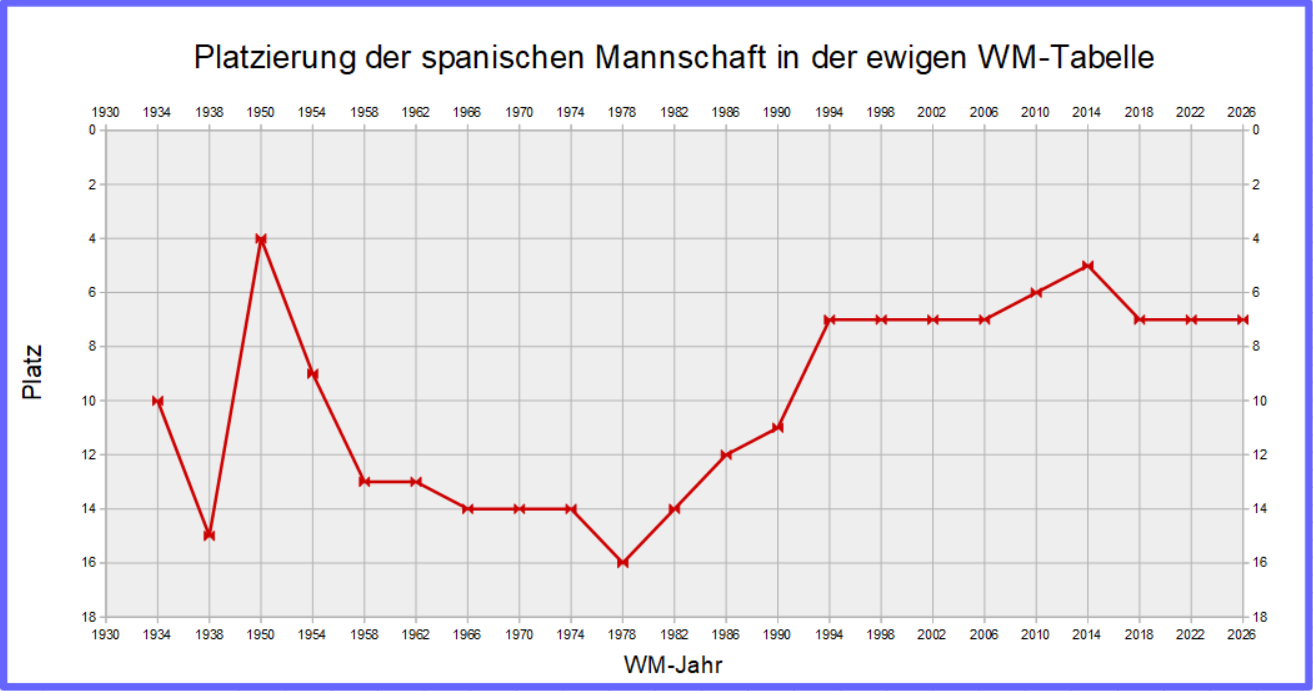
Platzierung der spanischen Mannschaft in der ewigen WM-Tabelle

- Nicht qualifiziert: 4× (18,2 %; 1954, 1958, 1970, 1974)
- Teilnahmeverzicht: 1× (4,5 %; 1930)
- Nicht zugelassen: 1× (4,5 %; 1938)
- Sportliche Qualifikation: 14× (63,6 % bzw. bei 73,7 % der Versuche)
- Ohne Qualifikation teilgenommen (Qualifikation als Gastgeber): 1× (4,5 %; 1982)
  - Vorrunde/1. Finalrunde: 5× (22,7 %; 1962, 1966, 1978, 1998 und 2014)
  - Achtelfinale: 4× (18,2 %; 1990, 2006, 2018 und 2022)
  - Letzte Zwölf: 1× (4,5 %; 1982)
  - Viertelfinale: 4× (18,2 %; 1934, 1986, 1994 und 2002)
  - Finalrunde der letzten Vier: 1× (4,5 % 1950)
  - Finale: 1× (4,5 %; 2010)
    - Weltmeister: 1× (4,5 %; 2010)

Häufigste letzte Gegner: je zweimal Italien (1934 und 1994 im Viertelfinale) und Schweden (1950 und 1978 in Gruppenspielen)

## WM-Turniere

### Weltmeisterschaft 1930
Wie die meisten europäischen Länder nahm Spanien an der ersten Weltmeisterschaft nicht teil.

### Weltmeisterschaft 1934
Für die erste WM in Italien qualifizierte sich Spanien durch ein 9:0 und ein 2:1 gegen den iberischen Nachbarn Portugal. Bei der Weltmeisterschaft in Italien traf Spanien im ersten Spiel auf Brasilien und erreichte durch ein 3:1 das Viertelfinale, wobei José Iraragorri per Elfmeter das erste WM-Tor für Spanien erzielte und der spanische Torhüter Ricardo Zamora beim Stand von 3:1 einen Elfmeter halten konnte. Gegen Italien kam es dann im Viertelfinale zu einem teilweise brutal geführten Spiel, das auch unter den Spannungen zwischen dem republikanischen Spanien und dem faschistischen Italien litt. Dabei musste Zamora mehrmals behandelt werden. Da Auswechslungen noch nicht möglich waren, spielte er bis zum Ende und hielt das 1:1 für seine Mannschaft. Im ersten Wiederholungsspiel der WM-Geschichte ließen ihn die Ärzte ebenso wie sechs weitere Spanier nicht mitspielen und Spanien verlor mit 0:1 gegen den späteren Weltmeister, wobei den Spaniern zwei reguläre Tore nicht anerkannt und zwei Elfmeter verweigert wurden. Zudem schieden drei Spanier verletzt aus.

### Weltmeisterschaft 1938
Die Anmeldung des spanischen Verbandes für die erste WM im Nachbarland Frankreich wurde nicht akzeptiert, da angenommen wurde, dass sie aufgrund des spanischen Bürgerkrieges nicht alle Qualifikationsspiele durchführen könnten.

### Weltmeisterschaft 1950
Für die erste WM in Brasilien qualifizierte sich Spanien durch ein 5:1 und ein 2:2 wieder gegen den iberischen Nachbarn Portugal. In Brasilien konnte sich Spanien in der Vorrunde durch drei Siege gegen England, Chile und die USA durchsetzen und erreichte die nur bei dieser WM durchgeführte Finalrunde der besten vier Mannschaften. Nach einem 2:2 gegen den späteren Weltmeister Uruguay verlor Spanien gegen Gastgeber Brasilien mit 1:6 und auch das de facto Spiel um Platz 3 gegen Schweden mit 1:3. Der vierte Platz blieb bis 2010 die beste Platzierung der spanischen Mannschaft.

### Weltmeisterschaft 1954
Für die WM in der Schweiz musste sich die spanische Mannschaft gegen die Türkei qualifizieren. Das Heimspiel wurde mit 4:1 gewonnen, das Rückspiel wurde 0:1 verloren. Da die Tordifferenz nicht zählte, gab es ein Entscheidungsspiel, das 2:2 n. V. endete und einen Losentscheid notwendig machte. Durch diesen qualifizierte sich die Türkei.

### Weltmeisterschaft 1958
In der Qualifikation für die WM in Schweden traf Spanien auf die Schweiz und Schottland. Während die Schotten beide Spiele gegen die Schweiz gewannen, konnten die Spanier nur einmal gegen die Schweiz gewinnen, das andere Spiel endete remis. Und da Spanien und Schottland ihre Heimspiele gegeneinander gewannen, war dieses Remis letztlich für die misslungene Qualifikation verantwortlich.

### Weltmeisterschaft 1962
In der Qualifikation zur WM in Chile sollte Spanien zunächst gegen Dänemark antreten. Da die Dänen zurückzogen, waren die Spanier kampflos für die zweite Runde qualifiziert. In dieser sollte Spanien gegen Wales und Österreich antreten, da aber auch Österreich zurückzog, musste nur gegen Wales gespielt werden. In Wales wurde mit 2:1 gewonnen, so dass ein 1:1 im Rückspiel reichte, um anschließend gegen den Sieger der Afrika-Qualifikation Marokko anzutreten. Beide Spiele wurden gewonnen, so dass Spanien nach zwei verpassten WM-Endrunden bei der dritten WM in Südamerika wieder dabei war. Hier traf Spanien in der Vorrunde auf Titelverteidiger Brasilien, den späteren zweiten Finalisten Tschechoslowakei und Mexiko, gegen das der einzige Sieg gelang. Da die beiden Spiele gegen die späteren Finalisten verloren wurden, schied Spanien als Gruppenletzter aus.

### Weltmeisterschaft 1966
Zur WM in England reiste Spanien als Europameister an. Qualifiziert hatten sich die Spanier durch drei Spiele gegen Irland. Nach einer 0:1-Niederlage in Irland und einem 4:1-Heimsieg war ein Entscheidungsspiel notwendig, das Spanien mit 1:0 gewann. In England traf der Europameister im ersten Spiel auf Argentinien und verlor mit 1:2. Nach einem 2:1 gegen die Schweiz bestand im letzten Spiel gegen Deutschland noch die Chance, sich für das Viertelfinale zu qualifizieren. Spanien ging auch nach 24 Minuten durch José Fusté in Führung, musste dann aber in der 38. Minute den Ausgleich durch Lothar Emmerich hinnehmen, der das Tor fast von der Grundlinie erzielte. In der 84. Minute gelang dann Uwe Seeler noch der 2:1-Siegtreffer für die deutsche Mannschaft und Spanien schied als Gruppendritter aus.

### Weltmeisterschaft 1970
Für die erste WM in Mittelamerika konnte sich Spanien nicht qualifizieren. Mit je zwei Siegen, Unentschieden und Niederlagen wurde in einer Gruppe mit Belgien, Jugoslawien und Finnland nur der dritte Platz belegt.

### Weltmeisterschaft 1974
Wieder war Jugoslawien in der Qualifikation für die erste WM in Deutschland der Gegner und zudem Griechenland. Da beide gegen Griechenland beide Spiele gewannen, gegeneinander aber unentschieden spielten und am Ende bei gleicher Punktzahl eine Tordifferenz von +3 hatten, musste ein Entscheidungsspiel absolviert werden. Dieses gewannen die Jugoslawen in Frankfurt am Main vor ca. 61.000 Zuschauern – überwiegend jugoslawische und spanische Gastarbeiter – mit 1:0 und Spanien war erneut, aber damit bis dato zum letzten Mal nicht qualifiziert.

### Weltmeisterschaft 1978
Vier Jahre später konnten die Spanier den Spieß umdrehen und sich in einer Gruppe mit Jugoslawien und Rumänien für die WM in Argentinien qualifizieren, wobei beide Spiele gegen Jugoslawien mit 1:0 gewonnen wurden. In Argentinien traf Spanien auf Ex-Weltmeister Brasilien, Österreich und Schweden. Nach der überraschenden Auftaktniederlage gegen Österreich und einem torlosen Remis gegen Brasilien wurde zwar das letzte Gruppenspiel gegen Schweden mit 1:0 gewonnen, es reichte aber nur zum dritten Platz.

### Weltmeisterschaft 1982
Bei der Heim-WM sollte nach vielen Europapokal-Triumphen spanischer Mannschaften endlich der erste WM-Titel gelingen. Als Gastgeber war man für das Endrundenturnier im eigenen Land automatisch qualifiziert. Aber schon im Auftaktspiel gelang gegen Neuling Honduras nur ein 1:1. Zwar wurde gegen Jugoslawien im zweiten Spiel mit 2:1 gewonnen, aber das letzte Gruppenspiel gegen Nordirland wurde mit 0:1 verloren. Aufgrund der mehr erzielten Tore wurde Spanien bei gleicher Punktzahl und Tordifferenz aber noch Gruppenzweiter und zog in die zweite Finalrunde ein. Diese wurde einmalig bei dieser WM in Dreiergruppen gespielt. Nachdem sich England und Deutschland im ersten Gruppenspiel torlos getrennt hatten, verlor Spanien gegen Deutschland mit 1:2. Da Deutschland damit drei Punkte hatte, konnte Spanien selbst bei einem Sieg gegen England die Gruppe nicht mehr gewinnen, wogegen England einen Sieg mit zwei Toren Unterschied gegen Spanien benötigte, um Gruppensieger zu werden. Da die Engländer gegen die vor eigenem Publikum aufopferungsvoll kämpfenden Spanier kein Tor erzielten, schieden beide nach dem 0:0 aus.

### Weltmeisterschaft 1986
Für die zweite WM in Mexiko qualifizierte sich Spanien durch vier Siege bei zwei Niederlagen gegen Schottland, Wales und Island, wobei sie davon profitierten, dass Wales in Island verlor und die beiden britischen Mannschaften einmal remis gegeneinander spielten. Wie mehrmals zuvor traf Spanien in Mexiko in der Vorrunde auf Ex-Weltmeister Brasilien sowie Nordirland und Algerien. Nach der Auftaktniederlage gegen Brasilien konnten die beiden anderen Gruppengegner aber besiegt werden und im Achtelfinale traf Spanien auf WM-Neuling Dänemark. Die Dänen hatten in ihrer Gruppe alle drei Spiele gegen Schottland, Uruguay und Deutschland souverän gewonnen und galten als Favorit. Sie gingen auch mit 1:0 in Führung, scheiterten dann in der zweiten Halbzeit aber an den eigenen Nerven, nachdem Spanien kurz vor der Pause das 1:1 gelungen war, und mussten noch vier Tore hinnehmen. Vierfacher Torschütze war Emilio Butragueño. Im Viertelfinale war dann Belgien der Gegner und nachdem es nach 120 Minuten 1:1 stand, musste Spanien zum ersten Mal bei einer WM ins Elfmeterschießen. Da der belgische Torhüter Jean-Marie Pfaff den Schuss von Eloy, dem jüngsten Spieler der Spanier, halten konnte, während alle anderen Schützen erfolgreich waren, schied Spanien aus.

### Weltmeisterschaft 1990
Für die zweite WM in Italien hatte sich Spanien durch sechs Siege, ein Remis und nur eine Niederlage gegen Irland, das ebenfalls qualifiziert war, Ungarn, Nordirland und Malta qualifiziert. In Italien traf Spanien auf Belgien, den Viertelfinalgegner der vorherigen WM, Ex-Weltmeister Uruguay und Südkorea. Nach einem torlosen Auftaktspiel gegen Uruguay wurden die beiden anderen Spiele gewonnen und das Achtelfinale als Gruppensieger erreicht. Hier unterlagen die Spanier den Jugoslawen mit 1:2 nach Verlängerung.

### Weltmeisterschaft 1994
Nach dem Zerfall des Ostblocks hatte sich die Zahl der UEFA-Mitglieder deutlich erhöht, so dass die Qualifikation in Europa in 5er-, 6er- und 7er-Gruppen gespielt wurde und Spanien hatte es mit sechs Gegnern zu tun. Mit acht Siegen, drei Remis und nur einer Niederlage konnte sich Spanien vor Irland, das sich erstmals qualifizieren konnte, Dänemark, Nordirland, Litauen, Lettland und Albanien durchsetzen. In der WM in den USA traf Spanien im Auftaktspiel auf Südkorea (2:2), dann Titelverteidiger Deutschland (0:0) und zum Abschluss auf Bolivien, das sich erstmals seit 1950 wieder qualifiziert hatte. Mit dem 3:1 gegen die Südamerikaner qualifizierte sich Spanien als Gruppenzweiter für das Achtelfinale gegen die Schweiz, die erstmals seit 1966 wieder bei der WM dabei war. Durch ein 3:0 wurde das Viertelfinale erreicht, in dem mit 1:2 gegen den späteren Vizeweltmeister Italien verloren wurde.

### Weltmeisterschaft 1998
Für die zweite WM im Nachbarland Frankreich konnte sich Spanien mit acht Siegen und zwei Remis qualifizieren und dabei die Bundesrepublik Jugoslawien, die ebenfalls teilnehmen konnte, sowie Tschechien, die Slowakei, die Färöer und Malta hinter sich lassen. Die WM-Endrunde verlief für Spanien aber schlecht. Nach einer 2:3-Auftaktniederlage gegen Nigeria und einem torlosen Remis gegen Paraguay konnte Bulgarien zwar mit 6:1 besiegt werden, der dritte Platz reichte aber diesmal nicht zum Weiterkommen.

### Weltmeisterschaft 2002
Für die erste WM in Asien qualifizierte sich Spanien souverän mit sechs Siegen und zwei Remis und verwies Österreich, das in den Playoffs der Gruppenzweiten an der Türkei scheiterte, Israel, Bosnien-Herzegowina und Liechtenstein auf die Plätze. In Asien gelangen dann in der Vorrunde drei Siege gegen Paraguay, Südafrika und Slowenien, womit als Gruppensieger das Achtelfinale erreicht wurde. Dort war Irland der Gegner und nachdem Irland in der 90. Minute durch einen Elfmeter zum 1:1 ausgleichen konnte und es nach 120 Minuten immer noch 1:1 stand, ging es ins Elfmeterschießen mit dem besseren Ende für die Spanier, obwohl zwei Spanier verschossen. Im Viertelfinale war dann Co-Gastgeber Südkorea der Gegner. Beiden gelang aber in 120 Minuten kein Tor und wieder musste die Entscheidung im Elfmeterschießen fallen, in dem diesmal die Spanier das Nachsehen hatten.

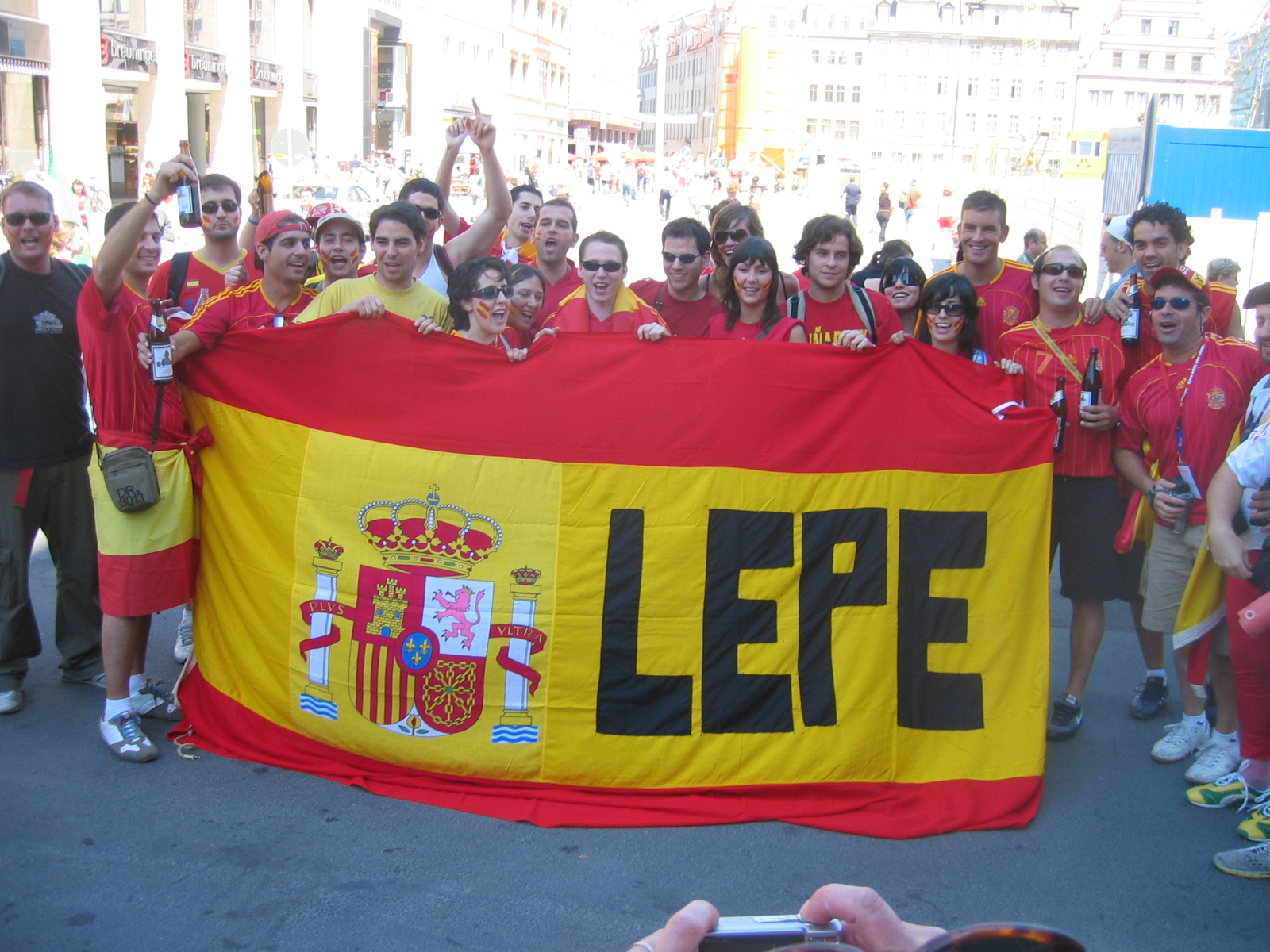
Spanische Fans in Leipzig vor dem Spiel gegen die Ukraine

### Weltmeisterschaft 2006
Nachdem Spanien sich zuletzt immer als Gruppensieger qualifizieren konnte, war für die Qualifikation zur zweiten WM in Deutschland der Umweg über die Playoffspiele der Gruppenzweiten notwendig. Nach einem 5:1 im Hinspiel gegen die Slowakei reichte ein 1:1 in der Slowakei für die Qualifikation. Zuvor hatte Spanien, obwohl kein Spiel verloren wurde, Serbien & Montenegro den Vortritt lassen müssen, da diese zwei Punkte mehr erzielten. Lediglich Bosnien-Herzegowina, Belgien, Litauen und San Marino wurden auf die Plätze verwiesen.
In Deutschland wurde die Vorrunde mit drei Siegen gegen die Ukraine, Tunesien und Saudi-Arabien als Gruppensieger beendet. Damit galt Spanien im Achtelfinale als Favorit gegen Frankreich, das lediglich mit einem Sieg gegen Togo bei zwei Remis gegen die Schweiz und Südkorea als Gruppenzweiter die K.-o.-Runde erreicht hatte. Bis zur 83. Minute stand es auch 1:1 und es drohte eine Verlängerung, dann fiel der Schiedsrichter auf ein Schauspiel von Thierry Henry herein und gab einen Freistoß für Frankreich. Diesen verlängerte Xabi Alonso unabsichtlich in Richtung des eigenen Tores und Patrick Vieira nahm das Geschenk an. In der Nachspielzeit erzielte Zinédine Zidane dann noch ein weiteres Tor für den späteren Vizeweltmeister.

### Weltmeisterschaft 2010

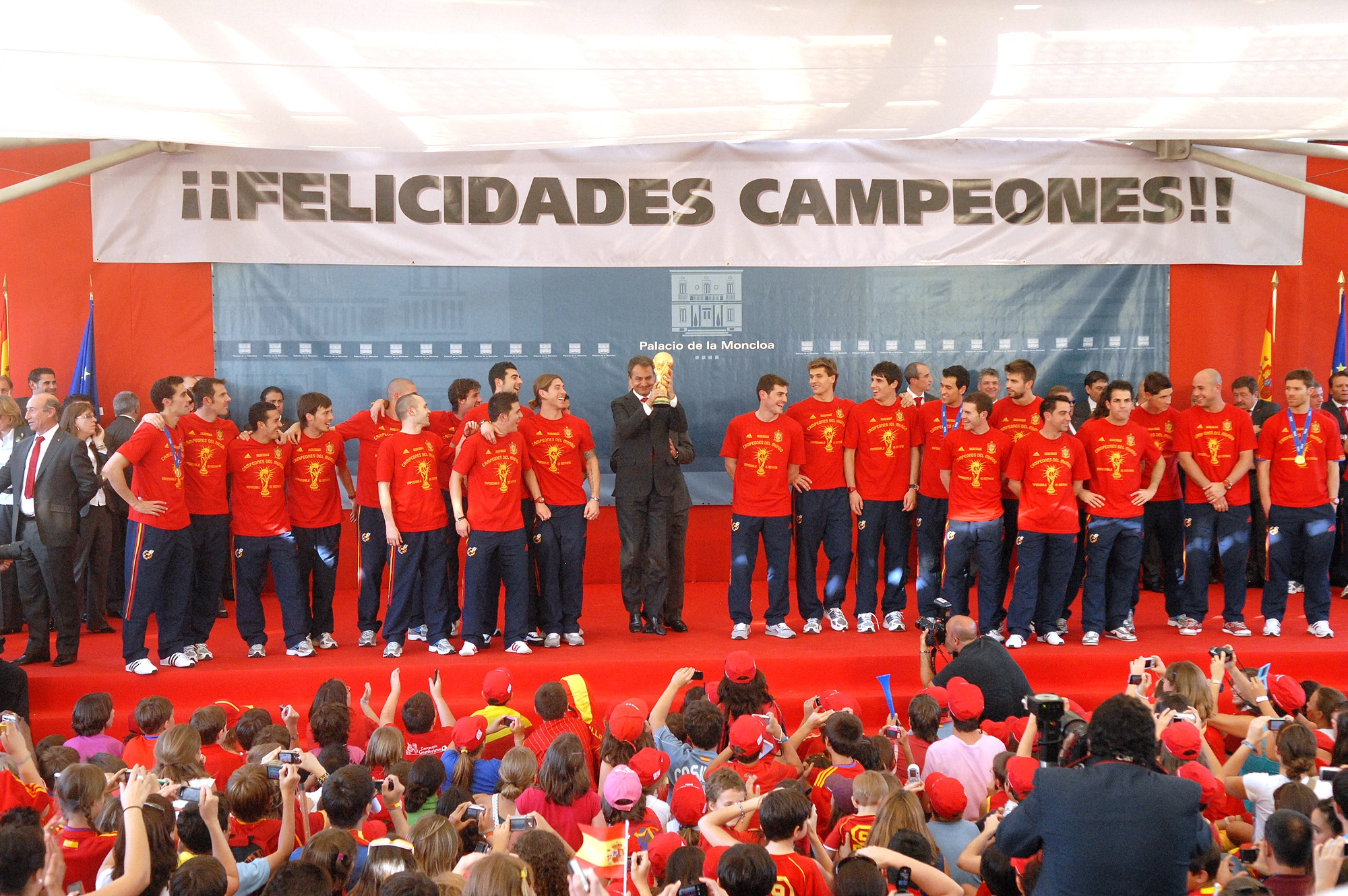
Empfang der Spanischen Mannschaft in Spanien durch Ministerpräsident Zapatero

Aufstellungen im Finale

Für die erste WM in Afrika qualifizierte sich der frisch-gebackene Europameister mit 10 Siegen gegen Bosnien-Herzegowina, die Türkei, Belgien, Estland und Armenien, was zuvor noch keiner Mannschaft gelungen war. In Südafrika begann die WM aber schlecht: Im Auftaktspiel gegen die Schweiz wurde trotz drückender Überlegenheit mit 0:1 verloren. Durch Siege gegen Honduras (2:0) und Chile (2:1) wurde aber dennoch die Gruppe gewonnen und das Achtelfinale gegen den iberischen Nachbarn Portugal erreicht. Durch ein 1:0 wurde das Viertelfinale erreicht, in dem Paraguay ebenfalls mit 1:0 besiegt wurde. Im Halbfinale gab es dann die Neuauflage des EM-Finales von 2008 gegen Deutschland und erneut behielten die Spanier mit 1:0 die Oberhand, so dass erstmals das WM-Finale erreicht wurde. Hier trafen die Spanier auf die Niederländer, die nach 1974 und 1978 zum dritten Mal im Finale standen. Beide hatten zuvor noch nie ein WM-Finale gewonnen. In einem überaus harten Spiel gelang beiden in der regulären Spielzeit kein Tor, erst in der Verlängerung erzielte Andrés Iniesta den entscheidenden Treffer zum 1:0 für Spanien. Spanien wurde damit als erste europäische Mannschaft außerhalb von Europa Weltmeister und als erste Mannschaft durch vier 1:0-Siege in der K.-o.-Runde. David Villa erhielt als drittbester Spieler den bronzenen Ball und Iker Casillas wurde als bester Torhüter ausgezeichnet. Spanien erhielt zudem die FIFA-Fairplay-Trophäe als fairste Mannschaft.

### Weltmeisterschaft 2014

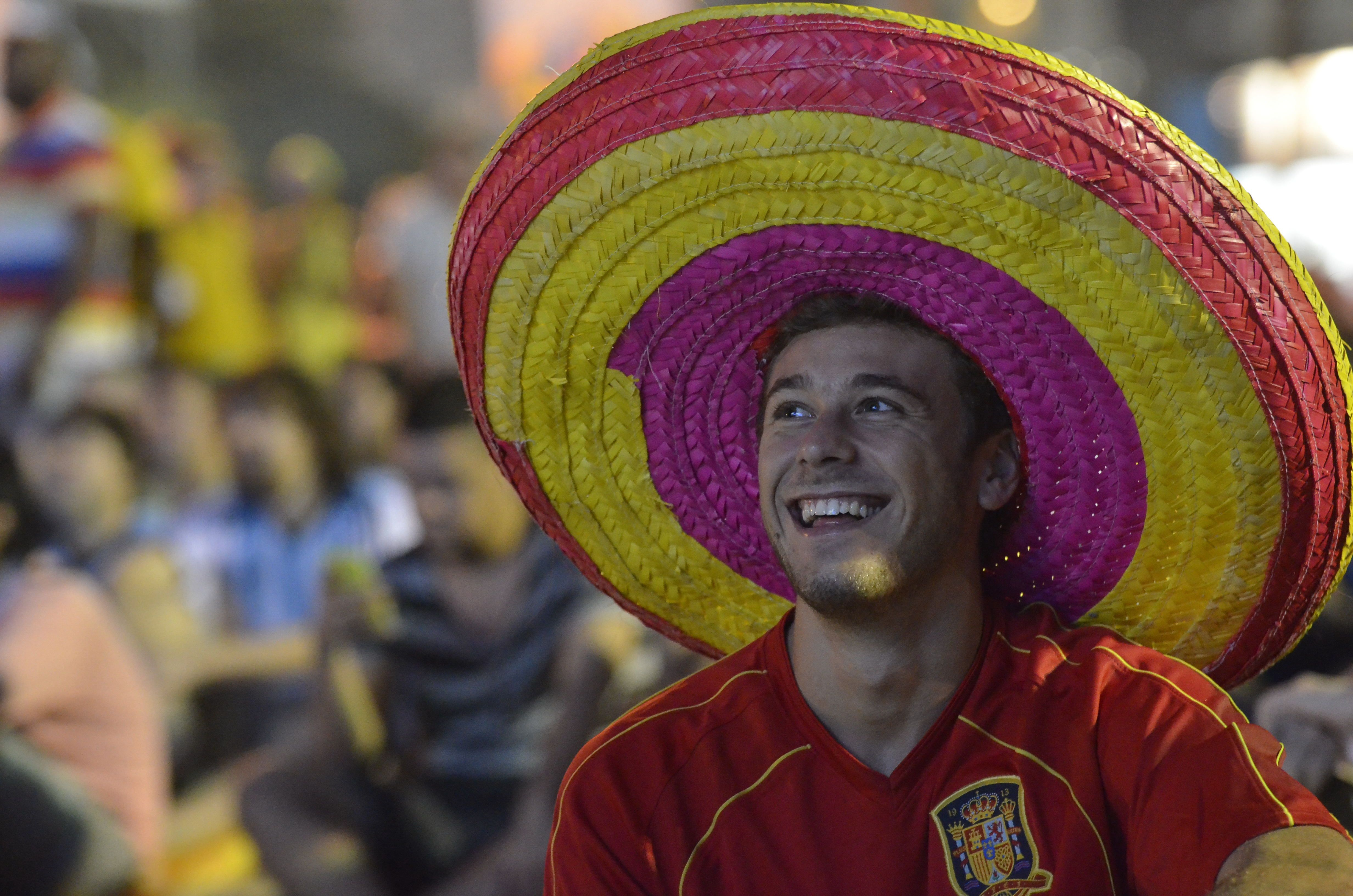
Spanischer Fan in Rio de Janeiro, noch enthusiastisch

Für die zweite WM in Brasilien konnte sich Spanien – nachdem der Europameistertitel 2012 verteidigt wurde – mit sechs Siegen und zwei Remis vor Frankreich, das sich über die Playoffs gegen die Ukraine ebenfalls qualifizierte, Finnland, Georgien und Belarus qualifizieren. Bei der Auslosung wurden die beiden Finalgegner von 2010 in eine Gruppe gelost, so dass es erstmals in der WM-Geschichte zu einer Neuauflage des Finales bereits in der Gruppenphase kam. Nachdem die Spanier mit 1:0 in Führung gingen und in der ersten Halbzeit weitgehend das Spiel bestimmten, aber das 2:0 nicht nachlegen konnten, mussten sie kurz vor der Halbzeitpause das 1:1 durch einen Flugkopfball von Robin van Persie hinnehmen. In der zweiten Halbzeit wurden sie dann mehrmals ausgekontert und verloren mit 1:5, der höchsten Niederlage eines Titelverteidigers in der WM-Geschichte. Dabei sah insbesondere Iker Casillas, 2010 noch als bester Torhüter ausgezeichnet, in mehreren Szenen schlecht aus. Auch das zweite Gruppenspiel gegen Chile wurde mit 0:2 verloren, wobei insbesondere die spanische Abwehr einen schwarzen Tag erwischte. Das abschließende 3:0 gegen Australien war dann nur noch für die Statistik, da nach den zwei ersten Niederlagen das Vorrundenaus fest stand.

### Weltmeisterschaft 2018
In der Qualifikation für die erste WM in Osteuropa waren Italien, Albanien, Israel, Mazedonien und Liechtenstein die Gegner. Die Spanier, die seit der Achtelfinalniederlage bei der EM 2016 gegen Qualifikationsgegner Italien von Julen Lopetegui trainiert werden, gewannen neun der zehn Qualifikationsspiele und gaben nur im zweiten Spiel beim 1:1 in Italien einen Punkt ab. Damit qualifizierten sie sich vor dem letzten Spiel vorzeitig für die Endrunde. Gruppenzweiter wurde Italien, scheiterte aber im Playoff gegen Schweden.
Beim WM-Endrundenturnier 2018 in Russland traf Spanien in der Vorrunde auf Portugal, Iran und Marokko. Zwei Tage vor ihrem ersten Spiel entließ der spanische Verband Nationaltrainer Julen Lopetegui, der kurz zuvor verkündet hatte, nach der Weltmeisterschaft Cheftrainer von Real Madrid zu werden. Neuer Nationaltrainer wurde der Sportdirektor des spanischen Fußballverbands, Fernando Hierro. In ihrem Auftaktspiel gerieten die Spanier bereits in der vierten Minute durch einen von Cristiano Ronaldo verwandelten Strafstoß in Rückstand. Nachdem Diego Costa zwanzig Minuten später ausgleichen konnte, brachte Ronaldo den Nachbarn kurz vor der Pause erneut in Führung, die Diego Costa in der 55. Minute wiederum ausgleichen konnte. Nachdem Nacho drei Minuten später die Spanier in Führung brachte, sah es lange nach einem Sieg aus, bis Ronaldo zwei Minuten vor Schluss durch einen direkt verwandelten Freistoß das Tor zum 3:3-Endstand gelang. Im zweiten Spiel gegen den Iran erzielte Costa mit seinem dritten WM-Tor das einzige Tor des Spiels. Das letzte Gruppenspiel gegen Marokko brachte wieder ein Wechselbad, denn nach dem Rückstand in der 14. Minute glich Isco fünf Minuten später aus. Neun Minuten vor dem Ende der offiziellen Spielzeit ging Marokko, das bereits keine Chance mehr hatte das Achtelfinale zu erreichen, erneut in Führung, die der in der 74. Minute eingewechselte Iago Aspas in der ersten Minute der Nachspielzeit ausgleichen konnte. Da Portugal gegen Marokko nur 1:0 gewonnen und gegen den Iran nur remis gespielt hatte, waren die beiden Nachbarn punkt- und tordifferenzgleich. Aufgrund des einen mehr erzielten Tores waren die Spanier aber Gruppensieger und trafen im Achtelfinale auf Gastgeber Russland. Durch ein Eigentor des russischen Rekordnationalspielers Ignaschewitsch ging Spanien in der 11. Minute in Führung und zelebrierte dann „Ballbesitzfußball“ ohne das Ergebnis weiter ausbauen zu können, wogegen sich die russische Mannschaft weiter auf Konter beschränkte. Kurz vor der Halbzeitpause konnte Artjom Dsjuba einen Handelfmeter zum Ausgleich nutzen. Da beiden Mannschaft kein weiteres Tor gelang und auch die Verlängerung torlos blieb, kam es zum Elfmeterschießen, in dem der russische Torhüter Igor Akinfejew zwei Elfmeter halten konnte, während seinem spanischen Widerpart dies nicht gelang und Spanien ausschied. Nach dem Spiel beendete Andres Iniesta seine Nationalmannschaftskarriere und auch für Hierro endete mit dem WM-Aus seine Amtszeit als Nationaltrainer.

### Weltmeisterschaft 2022
Für die Qualifikation wurde Spanien in eine Fünfergruppe gelost, da die Mannschaft im Herbst 2021 am Final-Four-Turnier der UEFA Nations League 2020/21 teilnahm, wo sie Zweite wurden.
In der Qualifikation trafen die Spanier auf Schweden, Griechenland, Georgien und das Kosovo. Gegen Schweden, gegen das schon zweimal bei WM-Turnieren aber nie in der Qualifikation gespielt wurde und auf das die Spanier in der Gruppenphase der EM 2021 trafen, gab es sieben Siege bei fünf Remis und drei Niederlagen. Gegen Griechenland ist die Bilanz ebenfalls positiv mit sieben Siegen, zwei Remis und einer Niederlage. Gegen Georgien gab es zuvor zwei Siege in WM-Qualifikationsspielen und zuletzt eine Niederlage in einem Freundschaftsspiel. Gegen das Kosovo traten die Spanier nun erstmals an. Die Spanier starteten im März 2021 mit einem 1:1 daheim gegen Griechenland und gewannen dann mit 2:1 in Georgien. Im September wurde die Qualifikation mit einer 1:2-Niederlage in Schweden fortgesetzt. Danach konnten die Spanier aber die restlichen fünf Spiele ohne Gegentor gewinnen, das letzte Gruppenfinale gegen Schweden mit 1:0, wobei auch ein Remis zum Gruppensieg gereicht hätte, da die Schweden zuvor in Griechenland und Georgien verloren hatten.
Die WM-Endrunde findet seit November 2022 in Katar statt und Spaniens Gegner in der Gruppe waren Deutschland, Japan und Costa Rica, das sich gegen Neuseeland, im Juni das letzte WM-Ticket sicherte. Nach einem 7:0 gegen die Costa-Ricaner, bei dem die Marke von 100 WM-Toren überschritten wurde, kam es gegen Deutschland zu einem 1:1. Durch eine 1:2-Niederlage gegen Japan wurde der Gruppensieg verpasst. Die Spanier vermieden damit zwar Brasilien auf dem Weg zum Finale, scheiterten aber bereits im Achtelfinale im Elfmeterschießen an Marokko.

### WM 2026 in Kanada, Mexiko und den USA
In der Qualifikation trifft die spanische Mannschaft, nachdem sie sich im Viertelfinale der Nations League gegen die Niederlande durchsetzen konnte, in einer Vierergruppe ab September 2025 auf die Türkei, Georgien und Bulgarien, gegen das es bisher nur Pflichtspiele bei Endrunden (WM-Vorrunde 1998; EM-Vorrunde 1996) gab.

## Spieler

### Rangliste der spanischen WM-Spieler mit den meisten Einsätzen
01. Sergio Busquets, Iker Casillas und Sergio Ramos – je 17 Spiele bei 4 Turnieren
04. Andoni Zubizarreta – 16 Spiele bei 4 Turnieren
05. Xavi – 15 Spiele bei 4 Turnieren
06. Andrés Iniesta, Carles Puyol und Fernando Torres – je 14 Spiele bei 3 bzw. 4 (Iniesta) Turnieren
09. Xabi Alonso – je 13 Spiele bei 3 Turnieren
10. Luis Enrique, Fernando Hierro, Gerard Piqué Julio Salinas und David Villa – je 12 Spiele bei 3 Turnieren
15. Jordi Alba, Raul – 11 Spiele bei 3 Turnieren
17. José Antonio Camacho und Cesc Fàbregas – je 10 Spiele bei 2 (Camacho) bzw. 3 Turnieren

### Rangliste der spanischen WM-Spieler mit den meisten Toren
1. David Villa – 8 Tore
2. Emilio Butragueño, Fernando Hierro, Fernando Morientes und Raúl – je 5 Tore
6. Estanislao Basora, Míchel und Zarra – je 4 Tore

### WM-Kapitäne
- 1934: Ricardo Zamora
- 1950: Agustín Gaínza, Eizaguirre (im 1. Spiel), Zarra (im letzten Spiel)
- 1962, 1966: Francisco Gento, Segarra (im 1. Spiel)
- 1978: Pirri
- 1982: Luis Arconada
- 1986: José Antonio Camacho
- 1990: Emilio Butragueño
- 1994, 1998: Andoni Zubizarreta
- 2002: Fernando Hierro
- 2006: Raúl
- 2010, 2014: Iker Casillas, Sergio Ramos (2014 im 3. Spiel)
- 2018: Sergio Ramos
- 2022: Sergio Busquets

### Anteil der im Ausland spielenden Spieler im WM-Kader
Bei den ersten beiden Teilnahmen wurden keine Legionäre eingesetzt. 1962 wurde mit dem bei Inter Mailand spielenden Luis Suárez der erste Legionär eingesetzt. Danach nochmals zusammen mit zwei weiteren Italien-Legionären, bevor lange Zeit keine im Ausland tätigen Spieler in den Kader berufen wurden. Erst 2002 wurde dann wieder ein Legionär berufen. Insgesamt stellten Legionäre aber immer die Minderheit im spanischen Kader und ausgerechnet 2014 mit den meisten Legionären schied Spanien als Titelverteidiger bereits in der Vorrunde aus.
| Jahr (Spiele) | Anzahl (Länder)                                     | Spieler (Verein) |
| ------------- | --------------------------------------------------- | --- |
| 1934 (3)      | 0                                                   | |
| 1950 (6)      | 0                                                   | |
| 1962 (3)      | 1 (Italien)                                         | Luis Suárez (Inter Mailand) |
| 1966 (3)      | 3 (Italien)                                         | Joaquín Peiró (Inter Mailand), Luis del Sol (Juventus), Luis Suárez (Inter Mailand) |
| 1978 (3)      | 0                                                   | |
| 1982 (5)      | 0                                                   | |
| 1986 (5)      | 0                                                   | |
| 1990 (4)      | 0                                                   | |
| 1994 (5)      | 0                                                   | |
| 1998 (3)      | 0                                                   | |
| 2002 (5)      | 1 (Italien)                                         | Gaizka Mendieta (Lazio) |
| 2006 (4)      | 5 (England)                                         | Xabi Alonso (Liverpool), Cesc Fàbregas (Arsenal), Luis García (Liverpool), Pepe Reina (Liverpool), José Antonio Reyes (Arsenal) |
| 2010 (7)      | 3 (England)                                         | Cesc Fàbregas (Arsenal), Pepe Reina (Liverpool), Fernando Torres (Liverpool) |
| 2014 (3)      | 9 (1 in Deutschland, 6 in England, 2 in Italien)    | Javi Martínez (Bayern München), César Azpilicueta (Chelsea), Santi Cazorla (Arsenal), David de Gea (Manchester United), Juan Mata (Chelsea), David Silva (Manchester City), Fernando Torres (Chelsea), Raúl Albiol (Napoli), Pepe Reina (Napoli) |
| 2018 (4)      | 6 (1 in Deutschland, 4 in England, 1 in Italien)    | Thiago (Bayern München), César Azpilicueta (Chelsea), David de Gea (Manchester United), Nacho Monreal (Arsenal), David Silva (Manchester City), Pepe Reina (Napoli)                                                                              |
| 2022 (4)      | 8 (1 in Deutschland, 5 in England, 2 in Frankreich) | Dani Olmo (RB Leipzig), César Azpilicueta (Chelsea), Aymeric Laporte (Manchester City), David Raya (Brentford), Rodri (Manchester City), Robert Sánchez (Brighton), Pablo Sarabia (Paris SG), Carlos Soler (Paris SG)                            |

### Bei Weltmeisterschaften gesperrte Spieler
- 1986 erhielt Andoni Goikoetxea im Achtelfinale gegen Dänemark die zweite gelbe Karte und war für das Viertelfinale gegen Belgien gesperrt.
- 1994 erhielt Kapitän Miguel Ángel Nadal im ersten Gruppenspiel gegen Südkorea in der 25. Minute wegen einer Notbremse als bisher einziger Spanier die rote Karte und war für die beiden folgenden Spiele gesperrt. In den folgenden Spielen war dann Andoni Zubizarreta Kapitän und blieb dies auch nach der Rückkehr von Nadal. José Luis Caminero erhielt im letzten Gruppenspiel gegen Bolivien die zweite gelbe Karte und war für das Achtelfinale gegen die Schweiz gesperrt. Im Viertelfinale, das gegen Italien verloren wurde, erhielt er dann noch eine dritte gelbe Karte, die ebenso wie die zweite gegen Abelardo aufgrund der Niederlage keine weitere Wirkung hatte.
- 2006 erhielt Carles Puyol im Achtelfinale gegen Frankreich nach einer Schauspieleinlage von Thierry Henry die zweite gelbe Karte und wäre für das Viertelfinale gesperrt gewesen. Da der anschließende Freistoß zum 1:2 führte und Frankreich noch das 1:3 nachlegte, schied Spanien aus, so dass die gelbe Karte keine weitere Wirkung hatte.

## Spiele
Spanien bestritt bisher 67 WM-Spiele. 31 Spiele wurden gewonnen, 19 verloren und 17 endeten remis. Achtmal mussten Remis-Spiele verlängert werden, da ein Sieger ermittelt werden musste, gegen kein Land mehrmals. Dabei konnte nur ein Spiel in der Verlängerung regulär gewonnen werden, zudem ein Spiel im Elfmeterschießen. Vier Spiele wurden im Elfmeterschießen verloren, ein Spiel in der Verlängerung und eins wurde anschließend wiederholt und dann verloren.
Spanien nahm nie am Eröffnungsspiel der WM teil. Bisher hatte die spanische Mannschaft fünf Heimspiele bei Weltmeisterschaften und musste 5× gegen den Gastgeber antreten, dreimal im Viertelfinale (1934, 2× und 2002) und je einmal in der Finalrunde (1950) und im Achtelfinale (2018), konnte aber kein Spiel gegen den Gastgeber gewinnen.
Spanien spielte zweimal gegen den Titelverteidiger: 1962 gegen Brasilien in der Vorrunde und 1994 gegen Deutschland ebenfalls in der Vorrunde. Kein Spiel konnte gewonnen werden. Gegen den späteren Weltmeister spielte Spanien bisher viermal: 1934 im Viertelfinale gegen Italien zweimal, 1950 gegen Uruguay in der Finalrunde und 1962 gegen Brasilien in der Vorrunde.
Spanien traf nur fünfmal auf WM-Neulinge: 1934 (als man selber Neuling war)/Italien, 1950/England, 1982/Honduras, 2002/Slowenien sowie 2006/Ukraine.
Die Spanier spielten bisher in 42 WM-Städten, am häufigsten in Rio de Janeiro (4×).
| Alle WM-Spiele |            |                      |                    |   |                         |                                    |                                                                 |
| Nr.            | Datum      | Ergebnis             | Gegner             |   | Austragungsort          | Anlass                             | Bemerkungen                                                     |
| 1              | 27.05.1934 | 3:1                  | Brasilien          | * | Genua (ITA)             | Achtelfinale                       | Erstes Spiel gegen Brasilien; Erstes Spiel bei einer Fußball-WM |
| 2              | 31.05.1934 | 1:1 n. V.            | Königreich Italien | A | Florenz (ITA)           | Viertelfinale                      |                                                                 |
| 3              | 01.06.1934 | 0:1                  | Königreich Italien | A | Florenz (ITA)           | Viertelfinale – Wiederholungsspiel |                                                                 |
| 4              | 25.06.1950 | 3:1                  | Vereinigte Staaten | * | Curitiba (BRA)          | Vorrunde                           | Erstes Spiel gegen die Vereinigten Staaten                      |
| 5              | 29.06.1950 | 2:0                  | Chile              | * | Rio de Janeiro (BRA)    | Vorrunde                           | Erstes Spiel gegen Chile                                        |
| 6              | 02.07.1950 | 1:0                  | England            | * | Rio de Janeiro (BRA)    | Vorrunde                           |                                                                 |
| 7              | 09.07.1950 | 2:2                  | Uruguay            | * | São Paulo (BRA)         | Finalrunde                         | Erstes Spiel gegen Uruguay                                      |
| 8              | 13.07.1950 | 1:6                  | Brasilien          | A | Rio de Janeiro (BRA)    | Finalrunde                         | Höchste Niederlage in einem WM-Spiel                            |
| 9              | 16.07.1950 | 1:3                  | Schweden           | * | São Paulo (BRA)         | Finalrunde                         |                                                                 |
| 10             | 31.05.1962 | 0:1                  | Tschechoslowakei   | * | Viña del Mar (CHI)      | Vorrunde                           |                                                                 |
| 11             | 03.06.1962 | 1:0                  | Mexiko             | * | Viña del Mar (CHI)      | Vorrunde                           |                                                                 |
| 12             | 06.06.1962 | 1:2                  | Brasilien          | * | Viña del Mar (CHI)      | Vorrunde                           |                                                                 |
| 13             | 13.07.1966 | 1:2                  | Argentinien        | * | Birmingham (ENG)        | Vorrunde                           |                                                                 |
| 14             | 15.07.1966 | 2:1                  | Schweiz            | * | Sheffield (ENG)         | Vorrunde                           |                                                                 |
| 15             | 20.07.1966 | 1:2                  | BRD                | * | Birmingham (ENG)        | Vorrunde                           |                                                                 |
| 16             | 03.06.1978 | 1:2                  | Österreich         | * | Buenos Aires (ARG)      | 1. Finalrunde                      |                                                                 |
| 17             | 07.06.1978 | 0:0                  | Brasilien          | * | Mar del Plata (ARG)     | 1. Finalrunde                      |                                                                 |
| 18             | 11.06.1978 | 1:0                  | Schweden           | * | Buenos Aires (ARG)      | 1. Finalrunde                      |                                                                 |
| 19             | 16.06.1982 | 1:1                  | Honduras           | H | Valencia                | 1. Finalrunde                      | Erstes Spiel gegen Honduras                                     |
| 20             | 20.06.1982 | 2:1                  | Jugoslawien        | H | Valencia                | 1. Finalrunde                      |                                                                 |
| 21             | 25.06.1982 | 0:1                  | Nordirland         | H | Valencia                | 1. Finalrunde                      |                                                                 |
| 22             | 02.07.1982 | 1:2                  | BRD                | H | Madrid                  | 2. Finalrunde                      |                                                                 |
| 23             | 05.07.1982 | 0:0                  | England            | H | Madrid                  | 2. Finalrunde                      |                                                                 |
| 24             | 01.06.1986 | 0:1                  | Brasilien          | * | Guadalajara (MEX)       | Vorrunde                           |                                                                 |
| 25             | 07.06.1986 | 2:1                  | Nordirland         | * | Guadalajara (MEX)       | Vorrunde                           |                                                                 |
| 26             | 12.06.1986 | 3:0                  | Algerien           | * | Monterrey (MEX)         | Vorrunde                           | Erstes Spiel gegen Algerien                                     |
| 27             | 18.06.1986 | 5:1                  | Dänemark           | * | Querétaro (MEX)         | Achtelfinale                       |                                                                 |
| 28             | 22.06.1986 | 1:1 n. V., 4:5 i. E. | Belgien            | * | Puebla (MEX)            | Viertelfinale                      |                                                                 |
| 29             | 13.06.1990 | 0:0                  | Uruguay            | * | Udine (ITA)             | Vorrunde                           |                                                                 |
| 30             | 17.06.1990 | 3:1                  | Südkorea           | * | Udine (ITA)             | Vorrunde                           | Erstes Spiel gegen Südkorea                                     |
| 31             | 21.06.1990 | 2:1                  | Belgien            | * | Verona (ITA)            | Vorrunde                           |                                                                 |
| 32             | 26.06.1990 | 1:2 n.V              | Jugoslawien        | * | Verona (ITA)            | Achtelfinale                       |                                                                 |
| 33             | 17.06.1994 | 2:2                  | Südkorea           | * | Dallas (USA)            | Vorrunde                           |                                                                 |
| 34             | 21.06.1994 | 1:1                  | Deutschland        | * | Chicago (USA)           | Vorrunde                           |                                                                 |
| 35             | 27.06.1994 | 3:1                  | Bolivien           | * | Chicago (USA)           | Vorrunde                           | Erstes Spiel gegen Bolivien                                     |
| 36             | 02.07.1994 | 3:0                  | Schweiz            | * | Washington (USA)        | Achtelfinale                       |                                                                 |
| 37             | 09.07.1994 | 1:2                  | Italien            | * | Boston (USA)            | Viertelfinale                      |                                                                 |
| 38             | 13.06.1998 | 2:3                  | Nigeria            | * | Nantes (FRA)            | Vorrunde                           | Erstes Spiel gegen Nigeria                                      |
| 39             | 19.06.1998 | 0:0                  | Paraguay           | * | Saint-Étienne (FRA)     | Vorrunde                           | Erstes Spiel gegen Paraguay                                     |
| 40             | 24.06.1998 | 6:1                  | Bulgarien          | * | Lens (FRA)              | Vorrunde                           |                                                                 |
| 41             | 02.06.2002 | 3:1                  | Slowenien          | * | Gwangju (KOR)           | Vorrunde                           |                                                                 |
| 42             | 07.06.2002 | 3:1                  | Paraguay           | * | Jeonju (KOR)            | Vorrunde                           |                                                                 |
| 43             | 12.06.2002 | 3:2                  | Südafrika          | * | Daejeon (KOR)           | Vorrunde                           | Erstes Spiel gegen Südafrika                                    |
| 44             | 16.06.2002 | 1:1 n. V., 3:2 i. E. | Irland             | * | Suwon (KOR)             | Achtelfinale                       |                                                                 |
| 45             | 22.06.2002 | 0:0 n. V., 3:5 i. E. | Südkorea           | A | Gwangju (KOR)           | Viertelfinale                      |                                                                 |
| 46             | 14.06.2006 | 4:0                  | Ukraine            | * | Leipzig (GER)           | Vorrunde                           |                                                                 |
| 47             | 19.06.2006 | 3:1                  | Tunesien           | * | Stuttgart (GER)         | Vorrunde                           | Erstes Spiel gegen Tunesien                                     |
| 48             | 23.06.2006 | 1:0                  | Saudi-Arabien      | * | Kaiserslautern (GER)    | Vorrunde                           | Erstes Spiel gegen Saudi-Arabien                                |
| 49             | 27.06.2006 | 1:3                  | Frankreich         | * | Hannover (GER)          | Achtelfinale                       |                                                                 |
| 50             | 16.06.2010 | 0:1                  | Schweiz            | * | Durban (RSA)            | Vorrunde                           | Erste Niederlage gegen die Schweiz                              |
| 51             | 21.06.2010 | 2:0                  | Honduras           | * | Johannesburg (RSA)      | Vorrunde                           |                                                                 |
| 52             | 25.06.2010 | 2:1                  | Chile              | * | Pretoria (RSA)          | Vorrunde                           |                                                                 |
| 53             | 29.06.2010 | 1:0                  | Portugal           | * | Kapstadt (RSA)          | Achtelfinale                       |                                                                 |
| 54             | 03.07.2010 | 1:0                  | Paraguay           | * | Johannesburg (RSA)      | Viertelfinale                      |                                                                 |
| 55             | 07.07.2010 | 1:0                  | Deutschland        | * | Durban (RSA)            | Halbfinale                         |                                                                 |
| 56             | 11.07.2010 | 1:0 n. V.            | Niederlande        | * | Johannesburg (RSA)      | Finale                             | Erster WM-Titel für Spanien                                     |
| 57             | 13.06.2014 | 1:5                  | Niederlande        | * | Salvador da Bahia (BRA) | Vorrunde                           | Höchste WM-Niederlage eines WM-Titelverteidigers                |
| 58             | 18.06.2014 | 0:2                  | Chile              | * | Rio de Janeiro (BRA)    | Vorrunde                           | Erste Niederlage gegen Chile                                    |
| 59             | 23.06.2014 | 3:0                  | Australien         | * | Curitiba (BRA)          | Vorrunde                           | Erstes Länderspiel gegen Australien                             |
| 60             | 15.06.2018 | 3:3                  | Portugal           | * | Sotschi (RUS)           | Vorrunde                           |                                                                 |
| 61             | 20.06.2018 | 1:0                  | Iran               | * | Kasan (RUS)             | Vorrunde                           | Erstes Spiel gegen den Iran                                     |
| 62             | 25.06.2018 | 2:2                  | Marokko            | * | Kaliningrad (RUS)       | Vorrunde                           |                                                                 |
| 63             | 01.07.2018 | 1:1 n. V., 3:4 i. E. | Russland           | A | Moskau (RUS)            | Achtelfinale                       |                                                                 |
| 64             | 23.11.2022 | 7:0                  | Costa Rica         | * | Doha (QAT)              | Vorrunde                           |                                                                 |
| 65             | 27.11.2022 | 1:1                  | Deutschland        | * | al-Chaur (QAT)          | Vorrunde                           |                                                                 |
| 66             | 01.12.2022 | 1:2                  | Japan              | * | ar-Rayyan (QAT)         | Vorrunde                           |                                                                 |
| 67             | 06.12.2022 | 0:0 n. V., 0:3 i. E. | Marokko            | * | ar-Rayyan (QAT)         | Achtelfinale                       |                                                                 |

Die spanische Mannschaft erzielte ihre höchsten Siege gegen folgende Länder bei WM-Turnieren:
- Algerien – Vorrunde 1986 3:0 (einziges Spiel gegen Algerien)
- Australien – Vorrunde 2014 3:0 (einziges Spiel gegen Australien)
- Bolivien – Vorrunde 1994 3:1 (zudem ein 2:0 in einem Freundschaftsspiel)
- Costa Rica – Vorrunde 2022 7:0
- Dänemark – Achtelfinale 1986 5:1
- Honduras – Vorrunde 2010 2:0 (einziger Sieg gegen Honduras)
- Iran – Vorrunde 2018 1:0 (einziges Spiel gegen den Iran)
- Paraguay – Vorrunde 2002 3:1
- Slowenien – Vorrunde 2002 3:1
- Tunesien – Vorrunde 2006 3:1
- Ukraine – Vorrunde 2006 4:0 (zudem ein 4:0 in der UEFA Nations League 2020/21)

Gegen folgende Länder kassierte die spanische Mannschaft ihre höchsten Niederlagen bei WM-Turnieren:
- Brasilien – Finalrunde 1950 1:6
- Chile – Vorrunde 2014 0:2 (einzige Niederlage gegen Chile)
- Frankreich – Achtelfinale 2006 1:3 (zudem ein 1:3 in der EM-Qualifikation 1992 und ein 0:2 im EM-Finale 1984)
- Japan – Vorrunde 2022 1:2 (einzige Niederlage gegen Japan)
- Niederlande – Vorrunde 2014 1:5
- Nigeria – Vorrunde 1998 2:3 (einzige Niederlage gegen Nigeria)
- Nordirland – Vorrunde 1982 0:1 (zudem ein 2:3 in der EM-Qualifikation 2008)
- Schweden – Finalrunde 1950 1:3 (zudem ein 1:3 in einem Freundschaftsspiel und ein 0:2 in der EM-Qualifikation 2008)
- Schweiz – Vorrunde 2010 0:1 (einzige Niederlage gegen die Schweiz)

## Bilanz gegen die anderen Weltmeister bei Weltmeisterschaften
- Brasilien: 5 Spiele, 1 Sieg, 1 Remis 3 Niederlagen, 5:10 Tore
- Deutschland: 5 Spiele (davon 1× Halbfinale), 1 Sieg, 2 Remis, 2 Niederlagen, 5:6 Tore
- Italien: 3 Spiele, 1 Remis (wurde wiederholt), 2 Niederlagen, 2:4 Tore
- England: 2 Spiele, 1 Sieg, 1 Remis, 1:0 Tore
- Uruguay: 2 Spiele, 2 Remis, 2:2 Tore
- Argentinien: 1 Spiel, 1 Niederlage, 1:2 Tore
- Frankreich: 1 Spiel, 1 Niederlage, 1:3 Tore

## Rekorde
(Stand 6. Dezember 2022)
- Iker Casillas ist der erste Torhüter, der bei zwei Weltmeisterschaften einen Elfmeter halten konnte: 2002 im Achtelfinale gegen Irland und 2010 im Viertelfinale gegen Paraguay.
- Spanien erhielt bisher bei Weltmeisterschaften die meisten Elfmeter zugesprochen: 17, von denen nur 2 (2010) verschossen wurden.
- Höchster Sieg bei einer Endrunde: 1998 Spanien – Bulgarien 6:1 in der Vorrunde
- Höchster Sieg in einem Achtelfinale nach der Vorrunde: 1986 Spanien – Dänemark 5:1
- Spanien wurde als bisher einzige Mannschaft Weltmeister, die ihr Auftaktspiel verloren hat: 0:1 gegen die Schweiz, Südafrika 2010
- Spanien wurde Weltmeister mit den absolut und relativ wenigsten Toren: 2010 mit 8 Toren in 7 Spielen = 1,14/Spiel
- Spanien ist der erste Weltmeister, dem dazu vier 1:0-Siege in der K.-o.-Runde genügten
- Spanien wurde als erste europäische Mannschaft auf einem anderen Kontinent Weltmeister: 2010 in Afrika

### Negativ-Rekorde
- Höchste Niederlage als Titelverteidiger: Spanien – Niederlande 1:5 – Vorrunde 2014
- Einziger Titelverteidiger, der die ersten beiden Spiele verloren hat.
- Die wenigsten Tore gegen die anderen Weltmeister: 17 Tore
- Schlechteste Torquote gegen die anderen Weltmeister: nur 15,9 % seiner 107 WM-Tore konnte Spanien gegen die anderen Weltmeister erzielen.
- Die meisten verlorenen Elfmeterschießen: Spanien (4 von 5)

## Elfmeterschießen
Spanien verlor die meisten WM-Elfmeterschießen, 4 von 5.
| Datum            | Gegner   | Anlass        | Ausgang | Erfolgreiche spanische Schützen                     | Spanische Fehlschützen                                       | Erfolgreiche spanische Torhüter | Besonderheiten                                                                             |
| ---------------- | -------- | ------------- | ------- | --------------------------------------------------- | ------------------------------------------------------------ | ------------------------------- | ------------------------------------------------------------------------------------------ |
| 22. Juni 1986    | Belgien  | Viertelfinale | 4:5     | Juan Señor, Chendo, Emilio Butragueño, Víctor Muñoz | Eloy Olaya                                                   | –                               |                                                                                            |
| 16. Juni 2002    | Irland   | Achtelfinale  | 3:2     | Fernando Hierro, Rubén Baraja, Gaizka Mendieta      | Juanfran, Juan Carlos Valerón (beide neben das Tor)          | Iker Casillas (2×)              | Zudem schoss ein Ire neben das Tor                                                         |
| 22. Juni 2002    | Südkorea | Viertelfinale | 3:5     | Fernando Hierro, Rubén Baraja, Xavi                 | Joaquín                                                      | –                               | Da schon fünf Südkoreaner getroffen hatten, musste der letzte Spanier nicht mehr antreten. |
| 1. Juli 2018     | Russland | Achtelfinale  | 3:4     | Andrés Iniesta, Gerard Piqué, Sergio Ramos          | Koke, Iago Aspas                                             | –                               |                                                                                            |
| 6. Dezember 2022 | Marokko  | Achtelfinale  | 0:3     | –                                                   | Pablo Sarabia (an den Pfosten) Carlos Soler, Sergio Busquets | Unai Simón (1×)                 | Die letzten beiden Spanier mussten nicht mehr antreten, da drei Marokkaner trafen          |